# 本费尔德站
本费尔德站，是法国的一个铁路车站，位于法国东北部城市本费尔德。

## 位置
本费尔德站位于本费尔德市区西部，斯特拉斯堡－圣路易铁路26.687公里处。车站大致呈东北-西南走向，开口朝东南，面对本费尔德市区，并可通过地下通道与车站西北侧连接。

## 设施
本费尔德站无人工售票窗口，站内设有自动售票机。

## 停靠线路
以下列车线路在本费尔德站停靠：
| 本费尔德站列车线路表     |      |                     |                   |                                                              |
| 线路                     | 车种 | 上一站              | 下一站            | 大致运行频率                                                 |
| 斯特拉斯堡—科尔马/米卢斯 | TER  | 埃尔施泰因          | 塞莱斯塔          | - 周一至五：每天3趟 - 周六：每天9趟 - 周日及节假日：每天6趟  |
| 斯特拉斯堡—塞莱斯塔      | TER  | 埃尔什泰因/马策奈姆 | 科格奈姆/塞莱斯塔 | - 周一至五：每天25趟 - 周六：每天6趟 - 周日及节假日：每天4趟 |
| 1.                       |      |                     |                   |                                                              |

## 配套交通

### 长途客车
| 停靠本费尔德站的大巴车 |                            | |
| 上下车地点             | 运营单位                   | 线路及沿途主要站点 |
| 塞莱斯塔站门口         | 下莱茵省城际客运 Réseau 67 | - 263线：于特奈姆 (Uttenheim)、韦斯图斯、埃尔什泰因                                                                                  |
| 塞莱斯塔站门口         | SNCF Car TER               | SNCF在部分时段提供少量斯特拉斯堡—塞莱斯塔线路的大巴车。 此外，当某条铁路线施工或罢工时，SNCF可能也会增开途径该线路沿途站点的大巴车。 |
| 1. 2. 3.               |                            | |

### 市内交通
本费尔德站附近暂无城市公共交通线路经过。

### 社会车辆
本费尔德站西侧设有大型露天社会车辆停车场，可通过地下人行通道前往。

## 临近车站
| 本费尔德站（Gare de Benfeld）  |                        |            |
| 上行车站                       | 线路                   | 下行车站   |
| 马策奈姆站                     | 斯特拉斯堡－圣路易铁路 | 科格奈姆站 |
| - 本表仅显示运营中的线路及车站 |                        |            |